# フランツ・シャル
フランツ・シャル(ドイツ語: Franz Schall、1918年6月1日 - 1945年4月10日)は、第二次世界大戦時のドイツ空軍の軍人。最終階級は大尉(Hauptmann)。出撃回数550、撃墜数137機のエース・パイロットであり、騎士鉄十字勲章を受勲した。

## 戦歴
1944年8月、フランツ・シャルはポーランド南部のクラクフに駐留する第52戦闘航空団第3飛行中隊(3./jg52)の中隊長(Staffelkapitän)に任命された。12日に3機(74から76機)、24日に3機(79から81機)、そして26日には6機のIl-2を含む11機(83から93機)を撃墜し、31日には11機のIl-2を含む13機(97から109機)を撃墜した。これにより、シャルは
ドイツ空軍で81人目となる撃墜数100機を達成した。
1944年12月、シャルはオラニエンブルクに駐留していた第7戦闘航空団(JG7)に配属された。JG7はジェット戦闘機メッサーシュミット Me262を装備した世界初のジェット戦闘機部隊である。最終的にシャルは14機の戦果をジェット機であげた。これは、ジェット機のエースパイロットとして3番目の記録である。1945年3月22日、シャルはソ連防空軍所属のYaK-9(操縦者:L.I.シヴク)に撃墜された。シヴクは、Me262を撃墜した初めてのパイロットになった。1945年4月10日、ドイツのパルヒムに緊急着陸を試みていた最中に機体が爆発し、シャルは死亡した。シャルは戦死までに、550回出撃し 137機の敵機を撃墜した。

## 叙勲
- 空軍名誉杯 (1944年2月22日) [6]
- ドイツ十字章金章 (1944年3月20日、もしくは6月5日)：第52戦闘航空団第I飛行隊(I./JG52)所属の少尉(Leutnant)として[7]
- 騎士鉄十字章 (1944年9月10日)：第52戦闘航空団第3飛行中隊(3./JG52)中隊長(Staffelkapitän)の少尉(Leutnant)として[8]

## 関連事項
第二次世界大戦のドイツのジェット戦闘機エース